# Jen Si-šan
Jen Si-šan (Yan Xishan) (zjednodušené znaky:阎锡山, tradiční znaky: 閻錫山, pchin-jin: Yán Xíshān) (8. listopadu 1883 — 22. července 1960) byl čínský vojenský generál, který byl členem vlády Čínské republiky. V letech 1911 až 1949 byl neomezený vládce provincie Šan-si.

## Mládí
Jen Si-šan se narodil ve vesnici Che-pien nedaleko provinčního města Tchaj-jüan, kde se mu dostalo i klasické vzdělání ve vesnické škole. Jeho otec byl bankéřem. Bankéři a obchodníci byli i ostatní členové jeho rodiny už po několik generací, proto i on byl veden k tomuto povolání a zaučoval se v otcově bance. Ta ale v důsledku hospodářské krize zkrachovala a tak byl donucen opustit domov. Přihlásil se na bezplatnou školu, kterou podporovala vláda v Tchaj-jüanu. Jeho studia dále pokračovala na vojenské škole v Japonsku s podporou vládního stipendia, kterou dokončil v roce 1909. V této době už začal směřovat do politiky. V roce 1905 se připojil k revoluční odbojové Čínské alianci, která byla založena v Tokiu a jejímž politickým vůdcem byl Sunjatsen. Tato aliance byla první formou budoucí politické strany Kuomintang a kladla si za cíl osvobodit Čínu, což znamenalo zbavit se dynastie Čching a nastolit v Číně republiku. Poté, co se v roce 1909 vrátil domů, stal se plukovníkem nové armády v Šan-si.

## Kariéra v rané republice
Konflikt s Yuan Shikai
V roce 1911 Yan doufal, že spojí své síly s dalším významným revolucionářem ze Šan-si, Wu Luzhenem, aby podkopali kontrolu Jüan Šikaie nad severní Čínou, ale plány byly přerušeny poté, co byl Wu zavražděn. Yan byl svými druhy zvolen vojenským guvernérem, ale nedokázal zabránit následné invazi vojsk Jüan Šikaie, která v roce 1913 obsadila většinu území Šan-si. Během Jüanovy invaze Yan přežil jen díky tomu, že se stáhl na sever a spojil se se spřátelenou povstaleckou skupinou v sousední provincii Šen-si. Tím, že se Yan vyhnul rozhodující vojenské konfrontaci s Yuanem, si zachoval vlastní mocenskou základnu. Ačkoli se přátelil se Sun Yat-senem, Yan ho v roce 1913 v "druhé revoluci" nepodpořil a místo toho se vmísil do Jüanovy přízně, který mu umožnil vrátit se jako vojenský guvernér Šan-si a velet armádě, kterou tehdy obsadili Jüanovi vlastní přisluhovači. [5] V roce 1917, krátce po smrti Yuan Shikaie, Yan upevnil svou kontrolu nad Shanxi a vládl zde bez jakýchkoli námitek. 6] Po Yuanově smrti v roce 1916 se Čína propadla do období warlordismu. Odhodlání Šan-si vzdorovat mandžuské nadvládě vedlo Jüana k přesvědčení, že pouze zrušení dynastie Čching může Číně přinést mír a ukončit občanskou válku. Neschopnost Jüanu vzdorovat vojenské nadvládě v severní Číně byla faktorem, který přispěl k Sun Yat-senovu rozhodnutí neusilovat osobně o prezidentství Čínské republiky, která vznikla po zániku dynastie Qing. Prokázaná marnost odporu proti Jüanově vojenské nadvládě musela způsobit, že se Sunovi zdálo důležitější zapojit Jüana do procesu řízení republiky a dohodnout se se svým (potenciálním) nepřítelem.
Úsilí o modernizaci Shanxi
V roce 1911 bylo Šan-si jednou z nejchudších provincií Číny. Yan věřil, že pokud nemodernizuje a neoživí ekonomiku a infrastrukturu Šan-si, nebude schopen zabránit tomu, aby Šan-si ovládli konkurenční vojevůdci.[8] Vojenská porážka v roce 1919 způsobená konkurenčním vojevůdcem přesvědčila Yana, že Šan-si není dostatečně rozvinuté, aby mohlo soutěžit o hegemonii s ostatními vojevůdci, a vyhnul se násilné celostátní politice té doby tím, že v Šan-si prosadil politiku neutrality, aby svou provincii osvobodil od občanských válek. Místo účasti v probíhajících občanských válkách se Yan věnoval téměř výhradně modernizaci Šan-si a rozvoji jeho zdrojů. Úspěchy jeho reforem stačily k tomu, aby byl cizinci nazýván "vzorovým guvernérem" a Šan-si "vzorovou provincií".
V roce 1918 vypukla v severním Šan-si epidemie dýmějového moru, která trvala dva měsíce a zabila 2664 lidí. Yan se s epidemií vypořádal tak, že svým úředníkům vydal pokyny o moderní teorii zárodků a zvládání moru. Yan poučil lidi, že mor způsobují drobné zárodky, které se vdechují do plic, že nemoc je nevyléčitelná a že jediným způsobem, jak zabránit šíření nemoci, je fyzická izolace nakažených. Nařídil svým úředníkům, aby od sebe drželi nakažené členy rodiny, sousedy nebo dokonce celé nakažené komunity, a to v případě potřeby i pod pohrůžkou policejní síly. Yanova propagace teorie zárodků a jeho prosazování fyzické izolace ke snížení účinku epidemií nebyly místním obyvatelstvem zcela přijaty a v některých oblastech se místní lidé těmto opatřením bránili.
Yanovo odhodlání modernizovat Šan-si bylo částečně inspirováno jeho kontakty se zahraničními lékaři a personálem, kteří přijeli do Šan-si v roce 1918, aby mu pomohli potlačit epidemii. Byl ohromen horlivostí, talentem a moderním pohledem personálu a následně příznivě srovnával cizince se svými vlastními konzervativními a obecně apatickými úředníky. Rozhovory s dalšími slavnými reformátory, včetně Johna Deweyho, Hu Shiha a Yanova blízkého přítele H. H. Kunga, posílily jeho odhodlání westernizovat Shanxi
Yan se pokusil modernizovat stav medicíny v Číně tím, že v roce 1921 založil Výzkumnou společnost pro rozvoj čínské medicíny se sídlem v Tchaj-jüanu. Škola, která byla v té době v Číně velmi neobvyklá, měla čtyřletý učební plán a zahrnovala kurzy čínské i západní medicíny. Její kurzy se vyučovaly v angličtině, němčině a japonštině. Hlavními dovednostmi, které si měli lékaři vyškolení ve škole osvojit, byly standardizovaný systém diagnostiky, hygienické vědy včetně bakteriologie, chirurgické dovednosti včetně porodnictví a používání diagnostických nástrojů. Yan doufal, že jeho podpora školy nakonec povede ke zvýšení příjmů z domácího i mezinárodního obchodu s čínskými léky, ke zlepšení veřejného zdraví a ke zlepšení veřejného vzdělávání. Yanův zájem o to, aby taková škola působila v Šan-si, se zrodil po tříměsíčním pobytu v západní nemocnici v Japonsku, kde na něj poprvé zapůsobilo, když viděl moderní lékařské vybavení včetně rentgenů a mikroskopů.
Yan po celou dobu své vlády pokračoval v propagaci tradice čínské medicíny, která se opírala o poznatky západní lékařské vědy, ale většina výuky a publikací, které lékařská škola vydávala, se omezovala na oblast kolem Tchaj-jüanu. Do roku 1949 se ve městě nacházely tři ze sedmi státem spravovaných nemocnic. V roce 1934 provincie vypracovala desetiletý plán, který předpokládal zaměstnání hygienika v každé vesnici, ale příchod druhé světové války a následná občanská válka znemožnily tyto plány uskutečnit.

## Období severních militaristů (1916–1928)
Po smrti Jüan Š’-kchaje v roce 1916 došlo k oslabení centrální vlády v Pekingu. Následující době, která byla ukončena až Severním pochodem probíhajícím v letech 1927–1928, se přezdívá éra severních militaristů. Do této doby pracoval jako guvernér, ale v roce 1917 se stal neomezeným vládcem provincie Šan-si. V roce 1919, kdy jeho armáda zaznamenala porážku v provincii Chu-nan, si uvědomil, že nemůže konkurovat ostatním militaristům vojenskou silou. Na základě toho se rozhodl více než na válčení s ostatními generály zaměřit se na modernizaci a rozvoj své provincie. Reformy, které aplikoval, mu zajistily uznání a Šan-si zase pověst “modelové provincie”. Aby zajistil prosperitu jím ovládanému území, spolčoval se s ostatními militaristy tak, aby skončil vždy na vítězné straně. V roce 1920 se připojil ke společenství organizovaném Wu Pchej-fu proti an-chuejské klice, ačkoliv byl předtím jejím spojencem. Tento způsob balancování mezi ostatními militaristy mu zajistil poměrně mírumilovné období pro provincii Šan-si. Při severním pochodu v roce 1927 se jeho jednotky připojily k jednotkám Národní revoluční armády (NRA), čímž se stal velitelem revolučních vojsk na severu. O rok později jeho jednotky už okupovaly Peking a dopomohly tak Čankajškovi a NRA dosáhnout vítězství a ukončení doby vlády severních militaristů. Toto spojenectví s Kuomintangem ale netrvalo dlouho, protože ještě v tomtéž roce se připojil k Feng jü-siangovi a společně vedli neúspěšnou válku proti Čankajškovi. V roce 1930 utekl do Mandžuska.

## Druhá čínsko-japonská válka
Jeho vyhoštění nemělo dlouhé trvání. Už v roce 1931, po Mandžuském incidentu, se vrátil se svolením Čankajška zpět do Šan-si. V té době započal desetiletý rozvojový plán ekonomických reforem. Středobodem tohoto plánu byla výstavba železnice, která měla vést v rámci provincie Šan-si z Ta-tchungu do Pchu-čou. Její úspěšná výstavba probíhala v letech 1933–1935. V období do počátku druhé čínsko-japonské války byla situace v Šan-si nestálá. Obával se, že ho Čankajšek bude ochoten obětovat Japoncům v rámci jeho smířlivé politiky a navíc se musel zabývat konflikty s Komunistickou stranou Číny. Ta v roce 1936 překročila Žlutou řeku a vstoupila do jeho provincie, kterou využila pro své zásobování. Poté, co se komunistická vojska nakonec stáhla, vybudoval opevnění podél Žluté řeky pro ochranu provincie a popravil stovky lidí podezřelých ze spolupráce s komunisty.
V témže roce dosáhl velkého úspěchu a popularity, když jeho jednotky odrazily útok armády knížete Demčigdonrova z vnitřního Mongolska, která byla podporována a vyzbrojena Japonci. Navíc tím dokázal, že japonské jednotky jsou porazitelné. Od roku 1937, kdy se naplno rozhořel konflikt druhé čínsko-japonské války, se aktivně účastnil bojů proti Japoncům. Jedna z nejznámějších bitev proběhla v horském průsmyku Pching-sing-kuan v roce 1937, kde Japonci utržili drtivou porážku. Jeho úspěchy během tohoto období ocenil i Mao Ce-tung, nehledě na to jaké spory mezi sebou měli.

## Odchod na Tchaj-wan a úmrtí
V roce 1945 Japonsko kapitulovalo a tím byla ukončena jak druhá světová válka, tak i druhá čínsko-japonská válka. Když byla hrozba vnějšího nepřítele zažehnána, znovu se rozhořel spor mezi komunistickou stranu, vedenou Mao Ce-tungem, a nacionalistickou stranou, vedenou Čankajškem. V této občanské válce sehrál důležitou roli, protože byl na straně nacionalistů a stále měl pod kontrolou provincii Šan-si. V roce 1948 se podařilo komunistickým vojskům dobýt hlavní město provincie Šan-si, Tchaj-jüan a tak musel uprchnout na jih Číny. Nakonec po prohrané občanské válce v roce 1949 odjel s ostatními uprchlíky na Tchaj-wan, kde až do své smrti zastával několik politických funkcí. Zemřel v roce 1960 ve svých 77 letech.